# خوروشکی ماوه
خوروشکی ماوه (به لهستانی:  Horoszki Małe) یک روستا در لهستان است که در گمینا سارناکی واقع شده‌است.